# Имя розы
«И́мя ро́зы» (итал. Il nome della rosa) — роман итальянского писателя, профессора семиотики Болонского университета Умберто Эко. Написан на итальянском языке. Роман впервые опубликован в 1980 году в издательстве Bompiani. В 1983 году Умберто Эко написал эссе «Заметки на полях "Имени розы"» (итал. Postille al nome della rosa), в котором дал толкование своего романа.

## Сюжет

### Введение
Главным героям, монаху-францисканцу Вильгельму Баскервильскому и его спутнику и ученику, юному августинцу А́дсону Мелькскому приходится расследовать гибель некоего Адельма Отрантского, монаха уединённого бенедиктинского монастыря. Действие происходит в конце ноября 1327 года в неназванной местности, с туманным указанием на границу Лигурии, Пьемонта и Франции, то есть на северо-западе Италии. Действие романа разворачивается в течение одной недели. Вильгельм, чьей первоначальной целью было подготовить встречу между теологами папы Иоанна XXII и императора Людовика IV Баварского, теперь должен подтвердить свою репутацию учёного мужа и в прошлом знаменитого инквизитора.

### Основные события

#### Библиотека

План библиотеки

Настоятель монастыря Аббон безосновательно не допускает героев в библиотеку, между тем есть версия, что Адельм, первый погибший, выпал именно из окна книгохранилища. Библиотека представляет собой лабиринт, расположенный на третьем этаже Хра́мины — башни, поражающей Адсона своими размерами, великолепием и символичностью архитектурной формы. На втором этаже находится скрипторий, в котором монахи переписывают рукописи. Тут столкнулись две монастырские партии — итальянцы и иностранцы. Первые ратуют за свободный доступ ко всем книгам, за работу с народным языком, вторые же — консерваторы — получили руководящие места (немец Малахия Хильдесхаймский — библиотекарь, его помощник — англичанин Беренгар Арундельский и «серый кардинал» испанец Хорхе Бургосский) и поэтому не разделяют стремлений итальянцев. Чтобы уяснить причину происходящего, ночью Вильгельм и Адсон тайно проникают в библиотеку. Герои плутают, встречают призраков, на поверку оказавшихся ловушками, ухищрением человеческого разума. Первая вылазка ничего не дала: с трудом выбравшись из лабиринта, Вильгельм и Адсон сомневаются в собственных силах и решают раскрыть загадку лабиринта «снаружи».

#### Nomen nudum
В следующую ночь Адсон самостоятельно, движимый душевным возбуждением, проникает в библиотеку, благополучно спускается на первый этаж (где находится кухня) и встречает там девушку, которая отдавалась келарю за еду. С ней у Адсона происходит связь, предосудительная для послушника.
Впоследствии он осознаёт, что, потеряв свою возлюбленную, он лишён даже последнего утешения — плакать, произнося её имя. Вероятно, этот эпизод прямо связан с названием романа (согласно другой версии, название отсылает к риторическому вопросу в споре реалистов с номиналистами — «Что остаётся от имени розы, после того как исчезнет роза?»).

#### Диспут о бедности Христа
Затем в обитель собираются представители императора — в основном францисканцы (как и брат Вильгельм) во главе с генералом ордена Михаилом Цезенским, и посольство папы во главе с инквизитором Бернардом Ги и поджеттским кардиналом. Официальной целью встречи является обсуждение условий, на которых Михаил Цезенский сможет прибыть в Авиньон к папе Иоанну для дачи объяснений. Папа считает ересью провозглашённую Перуджийским капитулом ордена францисканцев доктрину о том, что Христос и апостолы не имели никакой собственности, в то время как император — противник папы — поддержал решения капитула. Диспут о бедности Христа является только формальным поводом, за которым скрывается напряжённая политическая интрига. По словам Вильгельма, «…вопрос не в том, был ли Христос беден, а в том, должна ли быть бедной церковь. А бедность применительно к церкви не означает — владеть ли ей каким-либо добром или нет. Вопрос в другом: вправе ли она диктовать свою волю земным владыкам?» Михаил искренне ищет примирения, но Вильгельм с самого начала не верит в успех встречи, что впоследствии полностью подтверждается. Для делегации папы, и в особенности для Бернарда Ги (или Гвидони, как зовут его итальянцы) нужен лишь повод, чтобы подтвердить справедливость обвинений францисканцев-миноритов в ереси. Этим поводом становится допрос келаря Ремигия Варагинского и Сальватора, бывших в своё время еретиками-дольчинианами. Вильгельм не смог найти убийцу, и французские лучники, подчинённые Бернарду, берут монастырь под свой контроль (ненайденный убийца представляет опасность для посольств).
Вильгельм и Адсон вновь проникают в библиотеку, открывают в хаосе комнат систему и находят зеркало — вход в «предел Африки», куда ведут все следы книги — причины всех преступлений. Дверь не открылась, и при возвращении в кельи герои становятся свидетелями поимки Бернардом Ги «виновных» — приготовившегося к любовному колдовству монаха Сальватора и девушки, бывшей с Адсоном. На следующий день происходят прения между посольствами, в итоге Бернард использует Сальватора и его товарища келаря Ремигия как оружие против францисканцев. Под давлением инквизитора они подтверждают, что они некогда принадлежали к миноритам, а потом оказались в секте Дольчино, исповедовавшей схожие с миноритскими воззрения на бедность Христа и воевавшей против властей, затем предали свою секту и оказались, «очистившись», в этом монастыре. Открывается, что Ремигий имел при себе письма еретика Дольчино сторонникам, и что эти письма он попросил сохранить библиотекаря Малахию, который, не зная их содержания, прячет их в библиотеке, а потом выдаёт Бернарду Ги. Под страхом пыток Ремигий признает себя виновным в убийствах, произошедших ранее в монастыре, и объясняет их своей связью с дьяволом. Таким образом получается, что в аббатстве много лет живёт еретик-дольчинианин, одержимый дьяволом убийца, а в библиотеке хранились письма ересиарха Дольчино. В результате авторитет монастыря подорван, а переговоры прерваны. Наступает шестой и последний день, посольства отъезжают, но до того становятся свидетелями очередной таинственной смерти — библиотекаря Малахии. Вильгельм просит аудиенции у аббата, в конце которой Аббон предлагает ему покинуть монастырь к утру. К вечерне не является и сам настоятель, и в возникшем смятении Вильгельм и Адсон возвращаются в библиотеку, находят ключ и проникают в «предел Африки».

#### Мировой пожар
В «пределе Африки» они обнаруживают слепца Хорхе, сидящего за столом с книгой в руках — единственным сохранившимся в мире экземпляром второй книги «Поэтики» Аристотеля. Происходит спор, в ходе которого слепой аргументирует необходимость сокрытия этого творения величайшего из философов, а Вильгельм — необходимость его открытия миру. Хорхе Бургосский видит в этой книге главного своего врага, так как в ней безупречно доказана необходимость смеха. (Главный довод слепца: Иисус никогда не смеялся). Вильгельм упрекает Хорхе в гордыне и преступлениях, подробно рассказывает, как произошли убийства и как Хорхе годами вил паутину, в которой запутывал всех, от Аббона до последнего переписчика... Старец признаёт силу разума Вильгельма, но не готов сдаваться: перед ошарашенными зрителями он отрывает страницу, пропитанную ядом, и начинает её есть, тушит свет (в «пределе Африки» нет окон), следует погоня по книгохранилищу, затем он на глазах у Вильгельма и Адсона «доедает» том, вырывает у героев лампу и, опрокинув масло, поджигает библиотеку. Она горит, за ней занимается вся Храмина, огонь перекидывается на остальные строения. Все старания потушить огонь тщетны. Адсону на ум приходит образ из жития святого Августина — мальчик, ложкой вычерпывающий море.

### Эпилог
Адсон и Вильгельм покидают пепелище и вскоре расстаются навсегда. Спустя годы, будучи в зрелом возрасте, Адсон возвращается на то место, где когда-то был монастырь, и собирает лоскутки чудом сохранившихся страниц. А в старости, уже готовясь к встрече с Богом, он дописывает свои воспоминания.
Роман демонстрирует схоластический метод, который был очень популярен в XIV веке, а Вильгельм олицетворяет мощь дедуктивного рассуждения.
В результате разгадка центральной тайны (убийства) оказалась связанной с содержанием таинственной книги — второй части «Поэтики» Аристотеля (посвящённой комедии), единственный экземпляр которой сохранился в монастырской библиотеке.

#### Заключительная фраза

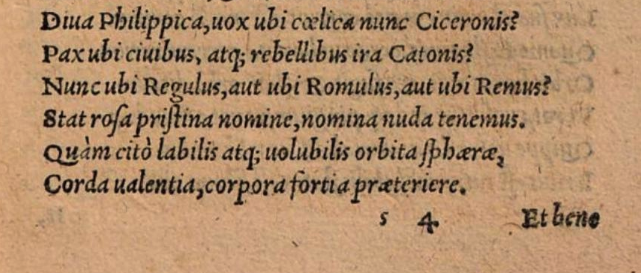
Заключительная фраза в первом печатном издании поэмы De contemptu mundi, 1557 г.

Роман заканчивается многозначительными стихами:
| Оригинал (латынь)                               | В переводе Е. Костюкович                            | Прозаический перевод                                                                                       | Дословный перевод                                 |
| ----------------------------------------------- | --------------------------------------------------- | --- | ------------------------------------------------- |
| Stat rosa pristina nomine, nomina nuda tenemus. | Роза при имени прежнем, с нагими мы впредь именами. | Старинная роза остаётся со своим [старинным] именем, мы владеем простыми именами (а у нас — просто имена). | Стоит роза древняя именем, имена нагие мы держим. |

В статье «Заглавие и смысл», представленной как реакция на читательские письма с просьбой объяснить смысл заключительных стихов и их связь с названием книги, Эко сообщает, что цитирует эти стихи из сатирической поэмы Бернарда Клюнийского (он же Бернард Морланский, первая половина XII века) De contemptu mundi. Цитата (Lib. I, 952) соответствует традиционным изданиям этого произведения, начиная с его первой печатной публикации в 1557 году в сборнике сатиры, критикующей католическую церковь «Varia doctorum piorumque virorum de corrupto Ecclesiae statu poemata».
В опубликованной в 1991 году редакции Рональда Пепина слово «rosa» (роза) было заменено на Roma (Рим), что соответствует контексту предшествующих строк.
| Оригинал в контексте (латынь) | Русский перевод |
| --- | --- |
| Diva Philippica, vox ubi coelica nunc Ciceronis? Pax ubi civibus atque rebellibus ira Catonis? Nunc ubi Regulus aut ubi Romulus aut ubi Remus? Stat Roma pristina nomine, nomina nuda tenemus. | Божество филиппик где, и ныне где небесный голос Цицерона? Мир где для граждан, и к мятежникам гнев Катона? Ныне где Регул, где Ромул, где Рем? От Древнего Рима осталось лишь имя. Имена, что мы держим — пустые. |

Современные электронно опубликованные тексты могут следовать новой редакции, хотя замена «rosa» на «Roma» критикуется как неоправданная вследствие того, что долгое «о» в слове Roma не укладывается в безупречный метр поэмы.
В своей лекции «Автор и его толкователи» в 1996 году Эко упоминает об этом варианте, который на момент написания романа не был ему известен, ещё раз объясняя, что единственного правильного понимания заглавия, как такового, нет:

Автор, назвавший свою книгу «Имя Розы», должен быть готов ко всевозможным толкованиям своего заглавия. Как эмпирический автор, я писал, что выбрал название, чтобы освободить читателя: «роза — фигура настолько богатая значениями, что от неё едва ли остался какой-либо смысл <…>» Более того, кто-то обнаружил, что в некоторых ранних манускриптах «De contemptu mundi» Бернарда Морланского, из которого я позаимствовал гекзаметр «stat rosa pristina nomine, nomina nuda tenemus», пишется «stat Roma pristina nomine» — что, в конце концов, лучше согласуется со всей поэмой, говорящей о потерянном Вавилоне. Таким образом, название моего романа, попадись мне другой вариант поэмы, могло бы быть «Имя Рима» (приобретая таким образом фашистские отголоски). 
Но в тексте говорится «Имя Розы», и я понимаю теперь, как трудно было остановить бесконечную серию ассоциаций, этим словом вызываемых. Вероятно, я хотел открыть возможные прочтения настолько, чтобы сделать каждое из них несущественным, и в результате породил неистощимый источник толкований. Но текст есть как есть, и эмпирический автор должен молчать.

## Поэтика
Роман представляет собой воплощение на практике теоретических идей Умберто Эко о постмодернистском произведении. Он включает несколько смысловых пластов, доступных разной читательской аудитории. Для относительно широкой аудитории «Имя розы» — сложно построенный детектив в исторических декорациях, для несколько более узкой — исторический роман со множеством уникальных сведений об эпохе и отчасти декоративным детективным сюжетом, для ещё более узкой — философско-культурологическое размышление об отличии средневекового мировоззрения от современного, о природе и назначении литературы, её соотношении с религией, а также об их месте в истории человечества и тому подобных проблемах.
Круг содержащихся в романе аллюзий исключительно широк и ранжирован от общедоступных до понятных лишь специалистам. Главный герой книги Вильгельм Баскервильский, с одной стороны, некоторыми своими чертами напоминает отчасти Уильяма Оккама, отчасти Ансельма Кентерберийского, с другой — явно отсылает к Шерлоку Холмсу (пользуется его дедуктивным методом и носит имя, позаимствованное из одного из наиболее известных текстов холмсианы; кроме того, очевидна параллель между их спутниками: Адсон и Ватсон). Его главный противник, слепой монастырский библиотекарь Хорхе, — замысловатая пародия на образ классика постмодернистской литературы Хорхе Луиса Борхеса, который был директором национальной библиотеки Аргентины, а к старости ослеп (кроме того, Борхесу принадлежит впечатляющий образ цивилизации как «вавилонской библиотеки», из которого, возможно, и вырос весь роман Умберто Эко).
Возможным прототипом описанного в романе монастыря стало старейшее в Италии бенедиктинское аббатство Монтекассино (VI в.), монастырский же скрипторий и библиотека списаны с аббатства Боббио (VII в.) в провинции Эмилия-Романья.

## Экранизации
В 1986 году роман был экранизирован. Режиссёром фильма «Имя розы» стал Жан-Жак Анно. Роль Вильгельма Баскервильского исполнил Шон Коннери, Адсона — Кристиан Слейтер. Несмотря на многочисленные награды и успех фильма в прокате, сам Умберто Эко остался недоволен воплощением своей книги на экране. С тех пор он ни разу не дал разрешение на экранизацию своих произведений. Отказал он даже Стэнли Кубрику, хотя впоследствии сожалел об этом.
В марте 2019 года состоялась премьера мини-сериала «Имя розы» режиссёра Джакомо Баттиато, создатели которого допустили немало отступлений от сюжета книги, в частности, дополнив его во флэшбэках эпизодами из жизни Дольчино.

## Издания и переводы
- Il nome della rosa. Milano: Bompiani, 1980, 514 pp. ISBN 88-452-0705-6.
- Der Name der Rose / Übersetzung von Burkhart Kroeber, München: Hanser, 1982.
- The name of the Rose / Transl. by William Weaver. San Diego etc.: Harcourt, 1983.
- Il nome della rosa. Milano: Bompiani, 1989, 503 pp. ISBN 978-88-452-1066-2.
- Имя розы / Рус. перевод Е. Костюкович. М., 1989.
- Le Nom de la rose / Trad. Jean-Noël Schifano. Paris: Grasset, 1990. 552 p. ISBN 2-246-24514-1.
- Il nome della rosa / Prefazione di Jurij Lotman. Torino: Utet, 2007. 718 pp. ISBN 88-02-07492-5.
- Il nome della rosa. Prima edizione riveduta e corretta. Milano: Bompiani, 2013, 618 pp. ISBN 978-88-452-7348-3.